# Міністерство культури Франції
Міністерство культури (фр. Ministère de la Culture) є міністерством уряду Франції, відповідальним за національні музеї та історичні пам'ятки. Його метою є підтримка французької ідентичності через популяризацію та захист мистецтва (образотворчого, пластичного, театрального, музичного, танцювального, архітектурного, літературного, телевізійного та кінематографічного) на національному терені та за кордоном. Його бюджет в основному призначений для управління національними архівами Франції (шість національних сайтів і сотня децентралізованих сховищ) і регіональний Maisons de la culture (будинки культури).
Його головний офіс знаходиться в Пале-Рояль в 1-му окрузі Парижа на Рю де Валуа. Його очолює міністр культури, член кабінету. Нинішня посадова особа – Рашида Даті з 11 січня 2024 року.

## Історія
Уявлення про те, що держава відіграє ключову роль у спонсоруванні мистецького виробництва та що мистецтво було пов’язане з національним престижем, походить від італійських та бургундських дворів епохи Відродження, і поширюється у Франції принаймні з 16 століття. У дореволюційний період ці ідеї виявилися очевидними в таких речах, як створення Французької академії, Академії живопису та скульптури та інших державних закладів мистецького виробництва, а також через культурну політику міністра Людовика XIV Жан-Батист Кольбер.

## Організація

### Центральне управління
Міністерство культури складається з різноманітних внутрішніх підрозділів, зокрема:
- Direction de l'administration générale (DAG)
- Direction de l'architecture et du patrimoine (DAPA), що відповідає за національні пам'ятки та спадщину
  - Inventaire général du patrimoine culturel підтримує обширні бази даних історичних місць і об’єктів через Базу Меріме та статус історичного пам’ятника.
- Direction des archives de France (DAF), відповідальний за Національний архів
- Direction du livre et de la lecture (DLL), відповідальний за французьку літературу та книготоргівлю
- Direction de la musique, de la danse, du théâtre et des spectacles (DMDTS), що відповідає за музику, танець і театр
- Дирекція музеїв Франції (DMF) відповідає за національні музеї

Міністерство має доступ до одного міжвідомчого підрозділу:
- Direction du développement des médias (DDM), відповідальний за розвиток і розширення французьких медіа (хоча французьке громадське телебачення управляється громадською компанією France Télévisions)

Міністерство також керує трьома «делегаціями» (адміністративними колегіями):
- Délégation aux arts plastiques (DAP), що відповідає за образотворче та скульптурне мистецтво
- Délégation au développement et aux affaires internationales (DDAI) відповідає за міжнародні справи та французьке мистецтво
- Délégation générale à la langue française et aux langues de France (DGLFLF), що відповідає за французьку мову та мови Франції

Французьким Альянсом керує Міністерство Європи та закордонних справ.

## Культурна діяльність
Міністерство культури відповідає або є головним спонсором ряду щорічних культурних заходів, зокрема Fête de la Musique, Maison de la Culture de Grenoble, Festival d'Avignon, Public Establishment of Palace, Museum і Національний маєток Версаля, Joconde (онлайн-база даних об’єктів у французьких музеях), Base Mérimée (база даних пам’яток культурної спадщини) і програма Maître d'art.